# Nicotiana wuttkei
Nicotiana wuttkei är en potatisväxtart som beskrevs av J.R. Clarkson och D.E. Symon. Nicotiana wuttkei ingår i släktet tobak, och familjen potatisväxter. Inga underarter finns listade i Catalogue of Life.